# Jug (Gene Ammons)
Jug è un album di Gene Ammons, pubblicato dalla Prestige Records nel 1961. I brani furono registrati il 27 gennaio 1961 al Van Gelder Studio di Englewood Cliffs, New Jersey (Stati Uniti).

## Tracce
Lato A
1. Ol' Man River – 5:11 (Jerome Kern, Oscar Hammerstein II)
2. Easy to Love – 4:14 (Cole Porter)
3. Seed Shack – 5:39 (Gene Ammons)
4. Let It Be You – 3:48 (Clarence Anderson, Harry Edward Stinson, Kevin Welch, Henri Woode)

Lato B
1. Exactly Like You – 5:59 (Dorothy Fields, Jimmy McHugh, Joe Burke)
2. Miss Lucy – 3:42 (Gene Ammons)
3. Namely You – 4:45 (Gene De Pul, Johnny Mercer)
4. Tangerine – 3:36 (Johnny Mercer, Victor Schertzinger)

## Musicisti
- Gene Ammons - sassofono tenore
- Richard Wyands - pianoforte (brani: A1, A2, A3, B1, B2 e B4)
- Clarence Anderson - pianoforte (brani: A4 e B3)
- Clarence Anderson - organo
- Doug Watkins - contrabbasso
- J.C. Heard - batteria